# 双犬齿鳄亚科
双犬齿鳄亚科（学名：Diplocynodontinae）是生活在欧洲始新世到中新世的短吻鳄超科的一个演化支。它包括Baryphracta和双犬齿鳄属两个属和10个种，不过Baryphracta可能是双犬齿鳄属的一个次异名。该亚科的化石年代可能追溯到古新世，这取决于来自法国贝鲁的短吻鳄超科化石是否属于双犬齿鳄亚科。